# Filemon Vela
Filemon Bartolome Vela (Harlingen, 13 febbraio 1963) è un politico statunitense, membro della Camera dei Rappresentanti per lo stato del Texas.

## Biografia
Figlio di un giudice federale e di una politica democratica, Vela studiò alla Georgetown e si laureò in legge all'Università del Texas a Austin. Successivamente lavorò per oltre vent'anni come avvocato civilista.
Politicamente attivo con il Partito Democratico, nel 2012 si candidò alla Camera dei Rappresentanti per un seggio di nuova creazione e riuscì a farsi eleggere, per poi essere riconfermato nelle successive elezioni.
Il 24 marzo 2022 annuncia la sua intenzione di dimettersi anticipatamente per unirsi allo studio legale Akin Gump; le sue dimissioni sono entrate in vigore il 31 marzo seguente.
Vela è sposato con Rose, ex giudice repubblicano della Corte d'Appello del Texas.